# Bosna Sarajewo
Rukometni Klub Bosna Sarajewo; a także RK Bosna Sarajewo – męski klub piłki ręcznej z Bośni i Hercegowiny, powstały w 1948 r. w Sarajewie. Klub występuje w rozgrywkach Premijer Ligi.

## Sukcesy
- Mistrzostwo Bośni i Hercegowiny:
  -  2002–2003, 2005–2006, 2006–2007, 2007–2008, 2008–2009, 2009–2010, 2010–2011
  -  2003–2004, 2004–2005
- Puchar Bośni i Hercegowiny:
  -  2002–2003, 2003–2004, 2007–2008, 2008–2009, 2009–2010